# Semidalis pseudouncinata
Semidalis pseudouncinata là một loài côn trùng trong họ Coniopterygidae thuộc bộ Neuroptera. Loài này được Meinander miêu tả năm 1963.